# HS 0741+4741
HS 0741+4741 ou SDSS J074521.78+734336.1 est un quasar ou un blazar de la constellation du Lynx qui se situe 4.3 milliards d'années-lumière,

## Caractéristiques

### Luminosité de HS 0741
HS 0741+4741 est très brillant dans le domaine des ondes visibles (magnitude absolue de -29.5) et les ondes infrarouge.
Une étude du 2MASS a trouvé que le spectre a été décalé vers le haut de 10 sur une échelle de flux arbitraire par rapport au spectre inférieur.
Pour déterminer la distribution de matière sous-jacente dans le milieu intergalactique (IGM) le 2MASS a calculé l'un des paramètres clés à connaître pour comparer les observations et les simulations numériques est l'absorption HII moyenne dans l'IGM,.

### Composition du disque d’accrétion de HS 0741
L'émission d'infrarouge est due à l'ionisation du deutérium du disque d'accrétion de HS 0741+4741.

### Masse de HS 0741
HS 0741+4741 a une masse estimée de 19,5 milliards de masses solaires.

### Catégorie de HS 0741
HS 0741+4741 fait partie de la catégorie des radio silencieux (émission de 3.5 hertz),,,,.